# São Filipe
São Filipe est la localité principale de l'île de Fogo au Cap-Vert. Siège de la municipalité (concelho) de São Filipe, c'est une « ville » (cidade) – un statut spécifique conféré automatiquement à tous les sièges de municipalités depuis 2010.

## Population
Lors des recensements de 2000 et 2010, le nombre d'habitants était respectivement de 7 984 et 8 143. En 2012 il est estimé à 8 160.

## Transports

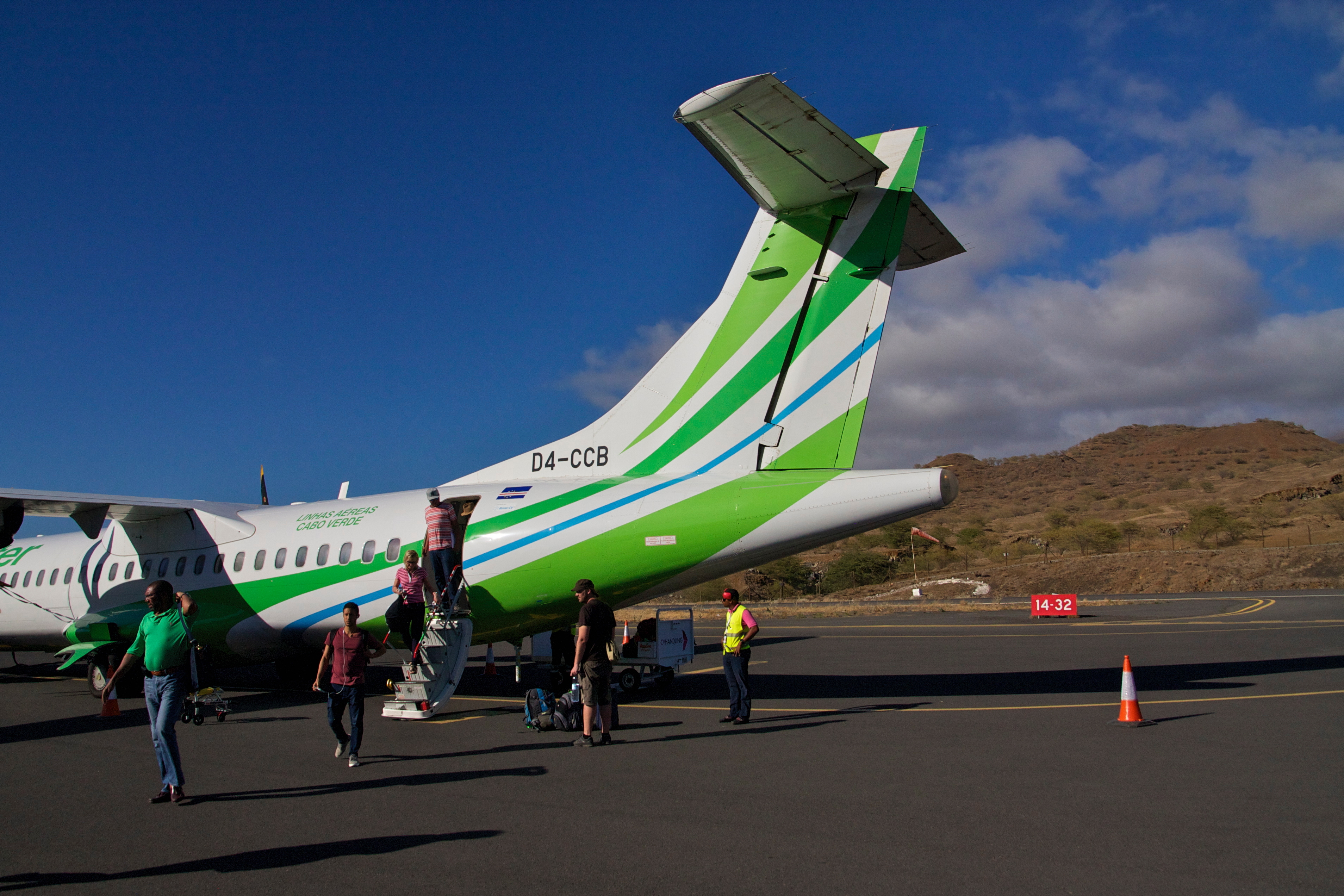
D4-CCB à l'aérodrome.

La ville est desservie par l'aérodrome de São Filipe.

## Personnalités nées à São Filipe
- Pedro Pires, ancien Premier ministre et président de la République du Cap-Vert

## Jumelages
| Ville | Ville   | Pays | Pays     | Période                     |
| ----- | ------- | ---- | -------- | --------------------------- |
|       | Aveiro  |      | Portugal |                             |
|       | Leiria  |      | Portugal |                             |
|       | Montijo |      | Portugal |                             |
|       | Palmela |      | Portugal |                             |
|       | Viseu,  |      | Portugal | depuis le 21 septembre 1994 |